# Noctua nigrescens
Noctua nigrescens là một loài bướm đêm trong họ Noctuidae.